# Ivan, o Terrível, e o Seu Filho Ivan em 16 de Novembro de 1581
Ivan, o Terrível, e o Seu Filho Ivan em 16 de Novembro de 1581 (1885) é um quadro pintado por Ilia Repin, notório pintor realista russo da passagem do século XIX para o século XX. Trata-se de uma das mais famosas pinturas russas, exibindo o czar Ivan, o Terrível, enquanto segura seu filho, Ivan, à beira da morte. O quadro está exposto na Galeria Tretiakov.

## Acidente
Em maio de 2018 a obra foi seriamente danificada depois que um homem a atacou com uma coluna de metal após beber vodca. Num comunicado da galeria, afirmou-se que “o vidro grosso foi quebrado. (...) Danos sérios foram feitos na pintura. O quadro foi perfurado em três lugares na parte central, que mostra a figura do filho do czar". Muito embora a moldura também tenha sido danificada, os principais elementos da pintura, as faces e as mãos do czar e do filho, não foram danificados. O autor do ataque teria sido Igor Podporin, um cidadão russo de trinta e sete anos da cidade de Voronej que, embora tenha alegado inicialmente que perdeu o autocontrole depois de beber vodca na cafeteria da galeria onde a obra estava exposta, posteriormente negou ter bebido vodca antes do ataque e disse que agiu por ter objeções à obra: "A pintura é uma mentira. Ele (o czar Ivan, o Terrível) pertence à comunidade dos santos!", teria dito Igor à corte, segundo agências de notícias russas.